# Johnny Acosta
Johnny Acosta Zamora (Quesada, 21 juli 1983) is een Costa Ricaans voetballer die als verdediger speelt. Acosta debuteerde in 2011 in het Costa Ricaans voetbalelftal.

## Clubcarrière
Acosta speelde zes jaar bij Santos de Guápiles voor hij in 2010 bij LD Alajuelense kwam. In 2013 werd hij zes maanden verhuurd aan Dorados de Sinaloa uit Mexico. Met Alajuelense won Acosta in 2013 de landstitel van de Torneo de Invierno, dat na strafschoppen op 23 december werd beslist na tweemaal 0–0 gelijk gespeeld te hebben tegen Club Sport Herediano. Acosta won in 2014 opnieuw het landskampioenschap. In 2016 ging hij voor Herediano spelen. Hij verruilde Herediano in januari 2018 voor Rionegro Águilas.

## Interlandcarrière
Acosta debuteerde in maart 2011 in het Costa Ricaans voetbalelftal, in een oefeninterland tegen Argentinië. Hij speelde op de CONCACAF Gold Cup 2011 en de Copa América 2011. In mei 2014 werd Barrantes door bondscoach Jorge Luis Pinto opgenomen in de selectie voor het wereldkampioenschap voetbal in Brazilië. Hij speelde mee in beide duels van Costa Rica in de knock-outfase van het toernooi. Hij maakte in 2016 deel uit van de selectie op de Copa América Centenario. Bondscoach Óscar Antonio Ramírez nam Acosta twee jaar later ook mee naar het WK 2018.